# Sayyad-2
SAYYAD-2 (persan : صیاد-۲, Hunter II) est un missile à propergol solide de moyenne altitude et de haute altitude conçu par le China Electronics Technology Group et fabriqué par l'Iran,.

## Description
Le missile du Sayyad 2 a été intégré avec succès sur le système antiaérien S-200 en août 2013 qui convient aux systèmes de défense aérienne à moyenne et haute altitude et peut détruire différents types d'hélicoptères, de drones et de cibles avec une petite section radar et une vitesse et une maniabilité élevées dans sa plage opérationnelle.
Il s'agit d'une version améliorée du système Sayyad-1 avec une précision, une portée et une puissance défensive plus élevées. Sayyad-1 est la version iranienne mise à niveau du système SAM HQ-2, cependant, elle diffère des versions chinoises dans les sous-systèmes de guidage et de contrôle. Le Sayyad-1 est équipé d'une ogive d'environ 200 kg et a une vitesse d'environ 1 200 m par seconde. La portée du missile Sayyad-2 n'est pas connue. Différentes sources revendiquent des chiffres différents, de 60 km à 120 km.
Après la cérémonie de dévoilement en novembre 2013, il est devenu clair que le missile Sayyad-2 ressemble au missile SAM standard SM-2, mais ses ailettes de contrôle sont similaires au missile SAM TAER-2 iranien à moyenne portée. il est également annoncé qu'il coopérerait avec le système S-200 via le système d'interface TALASH-2. Il est depuis apparu que le développement à commencé à la fin des années 2000 par la China Electronics Technology Group en se basant sur les SM-2 acquit pour la marine iranienne dans les années 1970.
Il est prévu que des missiles Sayyad-2 soient ajoutés aux frégates de classe Moudge iraniennes. Le ministre iranien de la Défense a annoncé que Sayyad-2 couvre la moyenne et haute altitude et qu'il dispose d'un système de guidage combiné.
Le lanceur de missile Sayyad-2 qui se compose de 4 cartouches en configuration 2 * 2 est l'une des choses intéressantes à propos de ce nouveau missile sol-air iranien car il a beaucoups de similitudes apparentes avec les lanceurs américains du système MIM-104 Patriot.

## Sayyad-3
Sayyad-3 est un missile similaire, mais avec une capacité à longue portée. Il a un diamètre similaire à Sayyad-2 mais un corps plus long avec des ailes et des surfaces de contrôle différentes. D'après les estimations actuelles, Sayyad-3 a une fourchette d'environ 150 à 200 km. Le ministre iranien de la Défense, Hossein Dehghan, a déclaré que la portée maximale était d'environ 120 km. Ce missile sera ajouté aux systèmes S-200 SAM via le système TALASH-3 . Sayyad-3 sur Khordad 15 (système de défense aérienne) est capable de détecter, d'intercepter et de détruire six cibles simultanément. Le système est capable de détecter les avions de combat, les missiles de croisière et les véhicules aériens de combat sans pilote (UCAV) à 150 kilomètres (93 mi) et est capable de les suivre dans un rayon de 120 kilomètres (75 mi) et le missile Sayyad-3, utilisé par le système SAM, a une portée de 200 kilomètres (120 mi). Le système peut également détecter des cibles furtives à une distance de 85 kilomètres (53 mi) et peut les intercepter et les détruire dans un rayon de 45 kilomètres (28 mi),.
Il semble que deux nouveaux missiles ci-dessus seront utilisés d'une manière similaire au système SAM à longue portée iranien Bavar-373, pour couvrir diverses distances et altitudes. Le missile peut également être tiré par le système de défense aérienne Talaash.

## Développements ultérieurs
La marine iranienne envisagerait d'apporter des modifications pour que le missile soit monté sur les futures versions de la frégate de classe Moudge.